# Sandra Dhooge
Sandra Dhooge ( n. 1976 ) es una botánica belga. Trabaja como investigadora en el "Dto. de Biología", de la Universidad de Gante.

## Algunas publicaciones
- Sandra Dhooge, paul Goetghebeur. 2002. A New Andean Species and a New Combination in Oreobolopsis (Cyperaceae). Novon 12 ( 3): 338-342
- marc Reynders, Sandra Dhooge, paul Goetghebeur. 2006. A New Central African Species, Cyperus vandervekenii (Cyperaceae), from the Sources of the Nile in Rwanda. Ed. Missouri Botanical Garden. Novon 16 ( 4): 512-515

- La abreviatura «Dhooge» se emplea para indicar a Sandra Dhooge como autoridad en la descripción y clasificación científica de los vegetales.[2]